# ألان موريس
ألان موريس (بالإنجليزية: Alan Morris)‏ (15 يوليو 1954 بتشستر في المملكة المتحدة - 31 ديسمبر 1998 بتشستر في المملكة المتحدة) هو لاعب كرة قدم بريطاني في مركز الوسط. لعب مع نادي بانغور سيتي ونادي تشستر سيتي وكارنارفون تاون ‏.